# Tragabolas

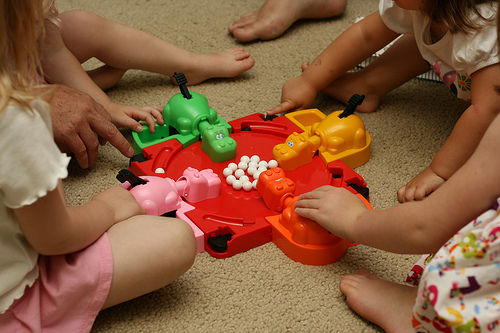
Cuatro niños juegan al Tragabolas.

Tragabolas (en inglés Hungry Hungry Hippos) es un juego de mesa infantil para varios jugadores producido por Hasbro, bajo su empresa subsidiaria Milton Bradley Company. Salió a la venta en Estados Unidos en 1966 y comenzó a comercializarse en todo el mundo a partir de 1978.
El mecanismo del juego consiste en atrapar todas las bolas posibles con un hipopótamo, compitiendo hasta con cuatro jugadores por conseguir más bolas que el resto. Los hipopótamos se encuentran en los laterales del tablero mientras que las bolas van al centro, y el jugador debe atraparlas pulsando una palanca que abre la boca del animal y la extiende al centro del tablero. Para hacerse por completo con la bola, se debe dejar apretada la palanca durante un corto tiempo para que ésta caiga por un agujero, situado en la parte baja de la zona del jugador. El juego termina cuando ya no queda ninguna bola en el tablero, y gana el que más bolas tiene.
Al ser un juego infantil los niños suelen agitar con demasiada rapidez las palancas, lo que provoca un fuerte movimiento de las bolas en el tablero. Además, se genera mucho ruido a partir de los golpes para controlar los hipopótamos.